# Jabala
Jabala (Jableh, Jebleh, Jablah e Gabala; em árabe: جبلة) é uma cidade costeira no Mediterrâneo na Síria com cerca de 80.000 habitantes no censo de 2008.
Jabala era parte do Principado de Antioquia, um dos reinos cruzados, até que foi capturada por Saladino em 1189, durante a Terceira Cruzada. Um dos famosos residentes era Hugo de Jabala, bispo da cidade, que relatou a queda do Condado de Edessa ao Papa Eugênio III e foi a primeira pessoa a citar o famoso Preste João. Antes disso, Severiano de Gabala já tinha adquirido fama como opositor de João Crisóstomo no século V.
É ali que está o túmulo e a mesquita do sultão Ibraim ibne Adame, um famoso místico sufi  que renunciou ao trono e se devotou às orações pelo resto de sua vida.
A cidade é também a terra de Izz ad-Din al-Qassam, um importante muçulmano que lutou contra a colonização francesa na Síria e que posteriormente se mudou à Palestina, onde liderou uma revolução contra as autoridades britânicas e as bem armadas gangues judaicas. Al-Qassam se tornou um ícone dos movimentos de libertação palestinos, especialmente do islâmico Hamas, que batizou seu braço militar em sua homenagem - Brigadas Izz ad-Din al-Qassam.
Na antiguidade, Jabala foi uma importante cidade romana. Entre os principais restos deste período está o teatro, capaz de alojar 7.000 espectadores. Próximo à costa, restos ainda mais antigos são testemunhas de uma história que remonta à idade do ferro ou o período fenício.

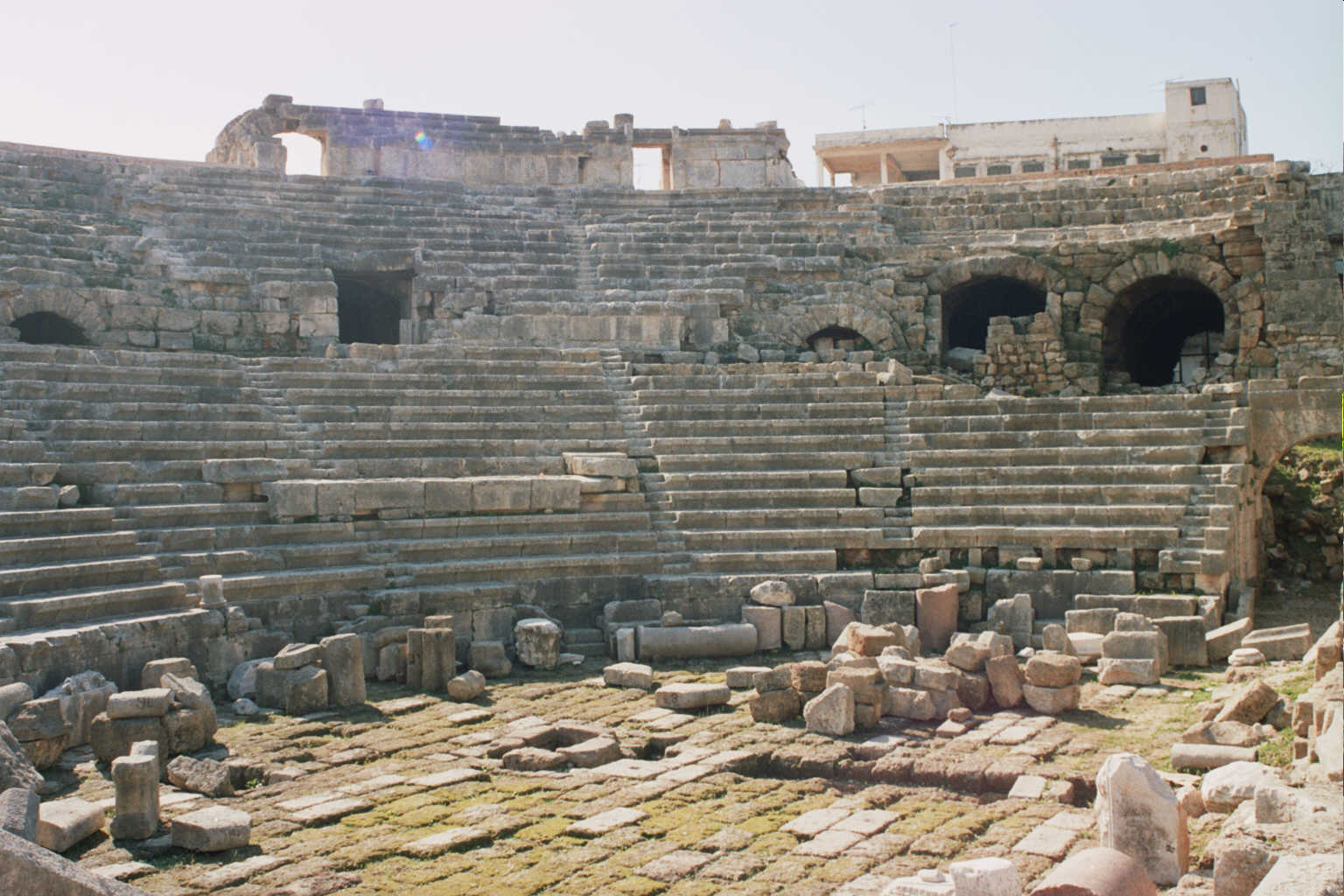
O teatro romano de Jabala

A menos de um quilômetro do centro da cidade está o antigo local de Gibala, hoje conhecido como Tell Tweini, habitado desde o terceiro milênio a.C. até o período persa.